# Luc Ferry
Luc Ferry, francoski esejist, filozof in politik, * 3. januar 1951, Colombes, Hauts de Seine, Francija. 
V francoski javnosti je predvsem zaradi njegovih političnih prizadevanj (v obdobju dveh zaporednih vlad) poznan kot zagovornik posvetnega humanizma. Njegovo filozofsko delo obsega 18 natisnjenih knjig, avdio knjige in številne konference, ukvarjal pa se je tudi s politično filozofijo. Je tudi nekdanji profesor filozofije in nekdanji francoski minister za mladino, šolstvo in raziskave.

## Življenje
Luc Ferry se je rodil 3. januarja 1951 v La Garenne-Colombesu, v Franciji. Njegov oče  je bil strokovnjak za mehaniko športnih avtomobilov Bugatti, Ferry pa je imel tri brate (vključno s filozofom Jean-Marcom Ferryjem). 
Po končani osnovni šoli (in poučevanju doma) se je šolal na gimnaziji v mestu Lycée Saint-Exupéry Mantes (Yvelines), temu pa je sledil študij na CNED-u, tj. javna šola v Franciji. Diplomiral je na univerzi v Parizu in nato še na Heidelbergski univerziteti.
Leta 1975 je postal izredni profesor filozofije in začel predavati v srednji šoli v Les Mureauxu. Do leta 1982 je predaval na različnih francoskih univerzitetah, leta 1980 pa je pridobil državni doktorat iz politične filozofije na univerzi v Reimsu. Leta 1982 je postal redni univerzitetni profesor. Od leta 1982 do leta 1988 je poučeval na institutu v Lyonu (nstitut d'études politiques de Lyon). Predmeta, ki ju je poučeval sta politično naravoslovje in politična filozofija. 
Leta 1987 je postal še kolumnist za tedenski časnik L'Express. 
Od leta 1989 do leta 1996 je poučeval tudi na fakulteti v Caenu. Poleg tega je v istih letih opravljal raziskave na javni raziskovalni fakulteti Pantheon-Sorbonne University, znani tudi kot La Sorbonne. Od leta 1996 naj bi bil tudi profesor na pariški fakulteti Paris Diderot University, vendar tam nikoli ni poučeval.
Veliki karierni vzpon je predstavljala knjiga La pensée '68, ki sta jo skupaj z Alainom Renautom izdala leta 1985, v kateri esejistično razpravljata o antihumanizmu. Sedem let kasneje, 1992, je objavil knjigo z naslovom Novi ekološki red, v kateri išče odgovore na vprašanja kot so, kaj je pripomoglo k vzniku ekološke zavesti, kaj je tisto, kar jo dejansko žene, kakšne posledice ima spremenjen odnos do narave za človekov odnos do samega sebe in kakšne posledice in nevarnosti prinašajo te spremembe. 
Bil je član skritega društva imenovanega Saint-Simon Foundation. To društvo je bilo ustanovljeno leta 1982 in je združevalo intelektualce, akademiste, novinarje, poslance in izobražence, ki so se zavzemali za demokracijo in liberalizem. Nasprotovali in kritizirali so totalitarizem. Združevali so se z namenom, da si izmenjajo mnenja, dobijo nove ideje in ustvarijo nekakšen most ali povezavo med francoskimi fakultetami. 
Minister za mladino, šolstvo in raziskave je postal 7. maja 2002, med delovanjem vlade Jean-Pierrea Raffarina. Takoj po vstopu v vlado je Luc Ferry pričel z ukrepi in bojem proti nepismenosti. Med številnimi ukrepi so tudi: podvojitev obsega ur programov, ki pripravljajo na fakultete; oblikovanje novih programov za dobro znanje primarnega jezika in številne druge reforme. Najbolj odmeven je bil zagotovo njegov predlog o odstranitvi vidnih verskih simbolov po šolah, ki je dopolnilo francoskem Zakoniku o izobrazbi, ki razširi principe obstoječe ustave, še posebej ustavni zahtevi o ločitvi državnih in cerkvenih aktivnosti. Zakon je bil sprejet 15. marca 2004 in začel veljati septembra 2004. Zakon ne omenja specifičnih vrst religioznih simbolov, temveč prepoveduje vse: krščanske, muslimanske, judovske itd. Vendar so kljub temu nekateri špekulirali, da zakon predvsem cilja na muslimanske naglavne rute, hidžabe, ki so po verskem prepričanju obvezen del oblačil za muslimanske šolarke. Prav zato je bil v tujih medijih ta zakon preimenovan v 'francosko prepoved naglavnih rut'. Veliko muslimanskih feministk podpira zakon, kajti naglavne rute zanje predstavljajo zatiranje žensk in torej ne spadajo v posvetni prostor državnih šolskih ustanov.   
Luc Ferry je napisal veliko del, v katerih pojasnjuje svoje teorije, ideje in razmišljanje. Pisal je predvsem o posvetnem humanizmu, politični filozofiji, naravoslovju in živalskih pravicah. Nekatera dela je napisal skupaj ali s pomočjo izobražencev takratnega časa.

## Seznam del

### Knjige
- Philosophie politique (1984-1985), izdano v treh delih, pri zadnjem je sodeloval Alain Renaut;

- La Pensée 68 : Essai sur l'antihumanisme contemporain (1985), z Alainom Renautom;

- Système et critique (1985), v sodelovanju;

- Heidegger et les modernes (1988), v sodelovanju;

- Homo aestheticus. L'invention du goût à l'âge démocratique (1990);

- Pourquoi nous ne sommes pas nietzschéens ? (1991), v sodelovanju;

- Novi ekološki red: Drevo, žival in človek (1992, založba Krtina), prevedla Simona Križaj Pochat;

- L’Homme-Dieu ou le sens de la vie (1996);

- La Sagesse des modernes (1998), v sodelovanju z Andréjem Comte-Sponvillom;

- Le Sens du beau (1998);

- Philosopher à dix-huit ans (1999), v sodelovanju;

- Qu’est-ce que l'homme ? (2000), v sodelovanju z Jean-Didierom Vincentom;

- Qu’est-ce qu'une vie réussie ? (2002);

- Lettres à tous ceux qui aiment l'école (2003), z Xavierjem Darcosom in Claudie Haigneré;

- Le Religieux après la religion (2004), z Marcelom Gauchetom;

- Comment peut-on être ministre ? Essai sur la gouvernabilité des démocraties (2005);

- Apprendre à vivre : Traité de philosophie à l'usage des jeunes générations (2006);

- Vaincre les peurs. La philosophie comme amour de la sagesse (2006), uredil Odile Jacob;

- Kant. Une lecture des trois Critiques (2006), uredil Gasset;

- Familles, je vous aime : Politique et vie privée à l'âge de la mondialisation (2007);

- Apprendre à vivre: Tome 2. La sagesse des mythes (2008), uredil Plon;

- La Tentation du christianisme (2009), v sodelovanju z Lucienom Jerphagnonom, uredil Gasset;

- Quel devenir pour le christianisme (2009), v sodelovanju s Philippom Barbarinom, uredil Salvator;

- Face à la crise. Matériaux pour une politique de civilisation (2009), uredil Odile Jacob;

- Combattre l’illettrisme (2009), uredil Odile Jacob;

- Faut-il légaliser l’euthanasie (2010), v sodelovanju z Axelom Kahnom, uredil Odile Jacob;

- La Révolution de l'amour. Pour une spiritualité laïque (2010), uredil Plon;

- L’Anticonformiste : Une autobiographie intellectuelle (2011);

- La Politique de la jeunesse (2011), z Nicolasom Bouzou;

- De l’amour : Une philosophie pour le XXIe siècle (2012);

- L'invention de la vie de Bohème : 1830-1900 (2012);

- Le Cardinal et le Philosophe (2013), z Gianfrancom Ravasijem;

- La Plus Belle Histoire de la philosophie (2014), s Claudom Capelierjem;

- L’Innovation destructrice (2014);

- Prométhée et la boîte de Pandore (2015);
- Sept façons d'être heureux (2016), z Jacquesom Attalijem, izide 8. septembra 2016.

#### Novi ekološki red
Njegovo znano delo, Novi ekološki red, ki je izšel leta 1992, je v slovenščino prevedla Simona Križaj, s spremno študijo pa ga je opremil Luka Omladič. 
Novi ekološki red je sestavljen iz dveh delov. Prvi del ima naslov Žival ali nejasnost meja, drugi del pa Senčne plati zemlje. V knjigi govori o protinaravnemu človeku, o osvoboditvi živali oz. o živalskih pravicah. Govori tudi o dvoumnem bitju, ki ni niti človek niti kamen. Razmišlja o globoki ekologiji in se sprašuje o pravicah narave in demokratični ekologiji. 

## Dosežki
Luc Ferry je prejel tri prestižne nagrade za svoje dosežke na področjih filozofije in politike: 
- leta 1975, Agrégation de philosophie (filozofija),
- leta 1981, Doctorat d’Etat en science politique (politologija),
- leta 1982, Agrégation de science politique (politična filozofija).
- marca 2012 je bil kronan s prestižnim francoskim naslovom »Chevalier De La Dive Bouteille De Gaillac«.